# SIGNIFIE
『SIGNIFIE』（シニフィエ）は、1983年10月21日に発売された大貫妙子の7作目のスタジオ・アルバム。大貫の最大のヒットアルバムで、オリコンチャート6位を記録した。

## 概要
タイトルの ″シニフィエ″ はフランス語の言語学用語で″記号内容″という意味で、当時のニューアカ・ブームを反映したタイトルになっている。プロデューサー宮田茂樹の解説によるアルバムのコンセプトは、「今まで大貫自身が辿って来た音楽を記号論的に見つめ直すことによって、その意味をもう一度明確な形で自分の中に位置付けて後の道しるべとすることである」というもの。音楽評論家の今井智子は、当時このコンセプトにとても理解が及ばなかったと話しているが、収録された楽曲が難解なものであるという訳ではなく、セールス、ランキング的にもこれまでで最高の記録となり、結果的には意外にも親しみやすい作品になっているのではないだろうかと評している。
同タイトルのドラマ主題歌として使用されたM-1「夏に恋する女たち」を収録。M-2「幻惑」は、倉橋ルイ子に提供した「さよならの微笑」のセルフカバー。全10曲中、3曲がインストゥルメンタル曲となっている。
2008年1月23日の再発盤(BVCK-18023)のみボーナス・トラックとして、NHK「みんなのうた」で放送された「みずうみ」が追加収録されている。

## 収録曲

### LP / CT
| 全作詞・作曲: 大貫妙子 (インストゥルメンタルは作曲のみ)。 |                                        |                                           |                                           |          |      |
| #                                                         | タイトル                               | 作詞                                      | 作曲・編曲                                | 編曲     | 時間 |
| 1.                                                        | 「夏に恋する女たち」                   | 大貫妙子 (インストゥルメンタルは作曲のみ) | 大貫妙子 (インストゥルメンタルは作曲のみ) | 坂本龍一 | 4:41 |
| 2.                                                        | 「幻惑」                               | 大貫妙子 (インストゥルメンタルは作曲のみ) | 大貫妙子 (インストゥルメンタルは作曲のみ) | 坂本龍一 | 4:56 |
| 3.                                                        | 「SIGNE〈記号〉」                      | 大貫妙子 (インストゥルメンタルは作曲のみ) | 大貫妙子 (インストゥルメンタルは作曲のみ) | 清水信之 | 4:12 |
| 4.                                                        | 「PATIO〈中庭〉」                      | 大貫妙子 (インストゥルメンタルは作曲のみ) | 大貫妙子 (インストゥルメンタルは作曲のみ) | 坂本龍一 | 3:49 |
| 5.                                                        | 「ルクレツィア」(インストゥルメンタル) | 大貫妙子 (インストゥルメンタルは作曲のみ) | 大貫妙子 (インストゥルメンタルは作曲のみ) | 清水信之 | 1:41 |

| 全作詞・作曲: 大貫妙子 (インストゥルメンタルは作曲のみ)。 |                                                        |                                           |                                           |          |      |
| #                                                         | タイトル                                               | 作詞                                      | 作曲・編曲                                | 編曲     | 時間 |
| 1.                                                        | 「テディ・ベア」                                       | 大貫妙子 (インストゥルメンタルは作曲のみ) | 大貫妙子 (インストゥルメンタルは作曲のみ) | 坂本龍一 | 3:48 |
| 2.                                                        | 「RECIPE〈調理法〉」                                   | 大貫妙子 (インストゥルメンタルは作曲のみ) | 大貫妙子 (インストゥルメンタルは作曲のみ) | 坂本龍一 | 3:30 |
| 3.                                                        | 「アーニャ」(インストゥルメンタル)                     | 大貫妙子 (インストゥルメンタルは作曲のみ) | 大貫妙子 (インストゥルメンタルは作曲のみ) | 鈴木慶一 | 2:04 |
| 4.                                                        | 「SIESTA〈ひるね〉」                                   | 大貫妙子 (インストゥルメンタルは作曲のみ) | 大貫妙子 (インストゥルメンタルは作曲のみ) | 清水信之 | 4:05 |
| 5.                                                        | 「エル・トゥルマニエ〈虹の神〉」(インストゥルメンタル) | 大貫妙子 (インストゥルメンタルは作曲のみ) | 大貫妙子 (インストゥルメンタルは作曲のみ) | 清水信之 | 3:15 |

### CD
| 全作詞・作曲: 大貫妙子 (インストゥルメンタルは作曲のみ)。 |                                                        |                                           |                                           |          |      |
| #                                                         | タイトル                                               | 作詞                                      | 作曲・編曲                                | 編曲     | 時間 |
| 1.                                                        | 「夏に恋する女たち」                                   | 大貫妙子 (インストゥルメンタルは作曲のみ) | 大貫妙子 (インストゥルメンタルは作曲のみ) | 坂本龍一 | 4:41 |
| 2.                                                        | 「幻惑」                                               | 大貫妙子 (インストゥルメンタルは作曲のみ) | 大貫妙子 (インストゥルメンタルは作曲のみ) | 坂本龍一 | 4:56 |
| 3.                                                        | 「SIGNE〈記号〉」                                      | 大貫妙子 (インストゥルメンタルは作曲のみ) | 大貫妙子 (インストゥルメンタルは作曲のみ) | 清水信之 | 4:12 |
| 4.                                                        | 「PATIO〈中庭〉」                                      | 大貫妙子 (インストゥルメンタルは作曲のみ) | 大貫妙子 (インストゥルメンタルは作曲のみ) | 坂本龍一 | 3:49 |
| 5.                                                        | 「ルクレツィア」(インストゥルメンタル)                 | 大貫妙子 (インストゥルメンタルは作曲のみ) | 大貫妙子 (インストゥルメンタルは作曲のみ) | 清水信之 | 1:41 |
| 6.                                                        | 「テディ・ベア」                                       | 大貫妙子 (インストゥルメンタルは作曲のみ) | 大貫妙子 (インストゥルメンタルは作曲のみ) | 坂本龍一 | 3:48 |
| 7.                                                        | 「RECIPE〈調理法〉」                                   | 大貫妙子 (インストゥルメンタルは作曲のみ) | 大貫妙子 (インストゥルメンタルは作曲のみ) | 坂本龍一 | 3:30 |
| 8.                                                        | 「アーニャ」(インストゥルメンタル)                     | 大貫妙子 (インストゥルメンタルは作曲のみ) | 大貫妙子 (インストゥルメンタルは作曲のみ) | 鈴木慶一 | 2:04 |
| 9.                                                        | 「SIESTA〈ひるね〉」                                   | 大貫妙子 (インストゥルメンタルは作曲のみ) | 大貫妙子 (インストゥルメンタルは作曲のみ) | 清水信之 | 4:05 |
| 10.                                                       | 「エル・トゥルマニエ〈虹の神〉」(インストゥルメンタル) | 大貫妙子 (インストゥルメンタルは作曲のみ) | 大貫妙子 (インストゥルメンタルは作曲のみ) | 清水信之 | 3:15 |

| #         | タイトル     | 作詞      | 作曲      | 編曲      | 時間  |
| --------- | ------------ | --------- | --------- | --------- | ----- |
| 11.       | 「みずうみ」 | 山川啓介  | グリーグ  | 乾裕樹    | 2:18  |
| 合計時間: | 合計時間:    | 合計時間: | 合計時間: | 合計時間: | 38:26 |

## 発売履歴
| 発売日         | レーベル                | 規格       | 規格品番   | 備考                           |
| -------------- | ----------------------- | ---------- | ---------- | ------------------------------ |
| 1983年10月21日 | RVC / dear heart        | LPレコード | RAL-8810   |                                |
| 1983年10月21日 | RVC / dear heart        | カセット   | RAT-8810   |                                |
| 1984年         | RVC / dear heart        | CD         | RACD-1     | 初CD化                         |
| 1986年8月15日  | RVC / dear heart        | CD         | R32A-1013  | 再発盤                         |
| 1991年8月21日  | BMGビクター/dear heart  | CD         | BVCR-2529  | 再発盤                         |
| 1995年3月24日  | BMG JAPAN/dear heart    | CD         | BVCR-8013  | Q盤 音パレード                 |
| 1999年6月23日  | BMG JAPAN/dear heart    | CD         | BVCK-38013 | RCA・CD名盤選書                |
| 2006年12月20日 | BMG JAPAN/RCA           | CD         | BVCK-37121 | リマスター盤・紙ジャケット仕様 |
| 2008年1月23日  | BMG JAPAN/RCA           | CD         | BVCK-18022 | リマスター盤                   |
| 2018年11月28日 | Sony Music/Great Tracks | LPレコード | MHJL 46    | 再発売・リマスター盤           |
| 2021年12月8日  | Sony Music/ALDELIGHT    | SACD       | MHCL-10152 | 高音質CD                       |

## カバー
| 曲名             | 歌手     | 収録作品                          | 発売日         |
| ---------------- | -------- | --------------------------------- | -------------- |
| 幻惑             | 小林麻美 | アルバム『ANTHURIUM 〜媚薬』      | 1985年7月1日   |
| 夏に恋する女たち | 中谷美紀 | アルバム『私生活』                | 1999年11月10日 |
| 夏に恋する女たち | 原田知世 | アルバム『恋愛小説2 -若葉のころ』 | 2016年5月11日  |

## 参考資料
- 今井智子:文『レコード・コレクターズ (Vol.16, No.7)』ミュージック・マガジン〈特集 大貫妙子 オリジナル・アルバム・ガイド〉、1997年7月1日。
- 長井英治:監修『日本の女性シンガー・ソングライター』シンコーミュージック・エンタテイメント〈ディスク・コレクション〉、2013年4月。ISBN 978-4401638048。
- 木村ユタカ:監修『ジャパニーズ・シティ・ポップ』（増補改訂版）シンコーミュージック・エンタテイメント〈ディスク・コレクション〉、2020年2月。ISBN 978-4401648771。